# Episodi di Bourbon Street Beat
La prima e unica stagione della serie televisiva Bourbon Street Beat è andata in onda negli Stati Uniti dal 5 ottobre 1959 al 4 luglio 1960 sulla ABC.
| nº | Titolo originale         | Prima TV USA     |
| -- | ------------------------ | ---------------- |
| 1  | The Taste of Ashes       | 5 ottobre 1959   |
| 2  | The Mourning Cloak       | 12 ottobre 1959  |
| 3  | Torch Song for Trumpet   | 19 ottobre 1959  |
| 4  | Woman in the River       | 26 ottobre 1959  |
| 5  | Girl in Trouble          | 2 novembre 1959  |
| 6  | The Tiger Moth           | 9 novembre 1959  |
| 7  | Secret of Hyacinth Bayou | 16 novembre 1959 |
| 8  | Invitation to a Murder   | 23 novembre 1959 |
| 9  | Mrs. Viner Vanishes      | 30 novembre 1959 |
| 10 | Light Touch of Terror    | 7 dicembre 1959  |
| 11 | The Golden Beetle        | 14 dicembre 1959 |
| 12 | The Black Magnolia       | 21 dicembre 1959 |
| 13 | Portrait of Lenore       | 28 dicembre 1959 |
| 14 | Kill with Kindness       | 4 gennaio 1960   |
| 15 | Inside Man               | 11 gennaio 1960  |
| 16 | Find My Face!            | 18 gennaio 1960  |
| 17 | Knock on Any Tombstone   | 25 gennaio 1960  |
| 18 | Key to the City          | 1º febbraio 1960 |
| 19 | The 10% Blues            | 8 febbraio 1960  |
| 20 | Melody in Diamonds       | 15 febbraio 1960 |
| 21 | The House of Ledezan     | 22 febbraio 1960 |
| 22 | Target of Hate           | 7 marzo 1960     |
| 23 | The Missing Queen        | 14 marzo 1960    |
| 24 | Neon Nightmare           | 21 marzo 1960    |
| 25 | Wall of Silence          | 28 marzo 1960    |
| 26 | Twice Betrayed           | 4 aprile 1960    |
| 27 | Swamp Fire               | 11 aprile 1960   |
| 28 | If a Body                | 18 aprile 1960   |
| 29 | Six Hours to Midnight    | 25 aprile 1960   |
| 30 | Last Exit                | 2 maggio 1960    |
| 31 | Deadly Persuasion        | 9 maggio 1960    |
| 32 | Suitable for Framing     | 16 maggio 1960   |
| 33 | False Identity           | 23 maggio 1960   |
| 34 | Green Hell               | 30 maggio 1960   |
| 35 | Ferry to Algiers         | 6 giugno 1960    |
| 36 | Wagon Show               | 13 giugno 1960   |
| 37 | Interrupted Wedding      | 20 giugno 1960   |
| 38 | Reunion                  | 27 giugno 1960   |
| 39 | Teresa                   | 4 luglio 1960    |

## The Taste of Ashes
- Prima televisiva: 5 ottobre 1959
- Diretto da: Leslie H. Martinson
- Scritto da: Charles Hoffman, Al C. Ward
- Soggetto di: Howard Browne

### Trama
- Guest star: Fredd Wayne (tenente Fontaine), Joanna Moore (Karen), Jean Byron (Martha), Karl Weber (Ira Grote), Isobel Elsom (Serena)

## The Mourning Cloak
- Prima televisiva: 12 ottobre 1959
- Diretto da: James V. Kern
- Scritto da: Sig Herzig

### Trama
- Guest star: John Hoyt (John/Frederick Cavanaugh), Scatman Crothers (Joe), Louise Beavers (Mrs. Teale), Bunny Cooper (Julie Cavanaugh), Howard McLeod (Deputy), Margaret Hayes (Della Cavanaugh)

## Torch Song for Trumpet
- Prima televisiva: 19 ottobre 1959
- Diretto da: Leslie H. Martinson
- Soggetto di: Jim Barnett

### Trama
- Guest star: Suzanne Lloyd (Cindy Roberts), Jay Adler (Ben Sharkey), Brad Dexter (Mark Arlen), Steven Ritch (Charlie Seven), Eddie Cole (Baron), John Dennis (Brophy), James Chandler (tenente Hudson), Tommy Farrell (Jay O'Hanlon), Richard Rust (Kip Kiley)

## Woman in the River
- Prima televisiva: 26 ottobre 1959
- Diretto da: William J. Hole
- Scritto da: Luther Davis

### Trama
- Guest star: Ray Stricklyn (Tony Picard), Henry Brandon (Gator Joe), Jeanette Nolan (Janet Picard), Denver Pyle (Big Red), Mary Tyler Moore (Elsie Picard), Robert Griffin (sceriffo Dulaney), Raymond Bailey (Anthony Picard)

## Girl in Trouble
- Prima televisiva: 2 novembre 1959
- Diretto da: Reginald LeBorg
- Soggetto di: John Hawkins, Ward Hawkins

### Trama
- Guest star: Carol Kelly (Fay Dawn), Eddie Cole (Baron), Russ Conway (Barney Harris), Robert J. Wilke (Frankie Mako), Faith Domergue (Susan Wood)

## The Tiger Moth
- Prima televisiva: 9 novembre 1959
- Diretto da: James V. Kern
- Scritto da: Marie Baumer

### Trama
- Guest star: Wilton Graff (Michael Dumont), Roxane Berard (Evelyn and Rose Dumont), Eddie Cole (Baron), Ann Doran (Mary Dumont)

## Secret of Hyacinth Bayou
- Prima televisiva: 16 novembre 1959

### Trama
- Guest star: Robert J. Wilke (sceriffo), Robert Colbert, Susan Crane (Marie), Rusty Lane (Pops Polybe)

## Invitation to a Murder
- Prima televisiva: 23 novembre 1959
- Diretto da: Reginald LeBorg
- Scritto da: Stephen Lord

### Trama
- Guest star: Kathleen Crowley (Adele Decker), Alan Marshal (Jonathan Decker), Tom Drake (Adamson), Paul Dubov (Cutter)

## Mrs. Viner Vanishes
- Prima televisiva: 30 novembre 1959
- Diretto da: Paul Henreid
- Scritto da: Irving Elman

### Trama
- Guest star: Gail Kobe (Elaine), Nita Talbot (Lusti Weather), Wayne Morris (Arthur Viner)

## Light Touch of Terror
- Prima televisiva: 7 dicembre 1959
- Diretto da: William J. Hole
- Scritto da: A. J. Carothers

### Trama
- Guest star: Charity Grace (Mrs. Ingram), Bill Tennant (Chuck), Kaye Elhardt (Alise Bonvillan), Joe Cronin (Dwayne Ingram), Barry Kaye (Barker), Joseph J. Greene (uomo grasso), Spencer Williams (Big John), Sue Ane Langdon (Lurene)

## The Golden Beetle
- Prima televisiva: 14 dicembre 1959

### Trama
- Guest star: Frieda Inescort (Charity LeGrande), Mala Powers (April Duroc)

## The Black Magnolia
- Prima televisiva: 21 dicembre 1959
- Diretto da: Reginald LeBorg
- Scritto da: Earl Baldwin

### Trama
- Guest star: Sara Haden (Luella Montgomery), Mary Tyler Moore (Laura Montgomery)

## Portrait of Lenore
- Prima televisiva: 28 dicembre 1959
- Diretto da: Robert Gordon
- Scritto da: Milton Geiger

### Trama
- Guest star: Andrea King (Sybil Dole), Madlyn Rhue (Lenore Lemartine)

## Kill with Kindness
- Prima televisiva: 4 gennaio 1960
- Diretto da: William J. Hole
- Scritto da: Marie Baumer

### Trama
- Guest star: Walter Burke (Wicks), Don Burnett (Michael St. John), Isobel Elsom (Maude St. John), Nancy Gates (Lydia Ames)

## Inside Man
- Prima televisiva: 11 gennaio 1960
- Diretto da: Leslie H. Martinson

### Trama
- Guest star: Dolores Donlon (Velma), Michael Dante (Gunner Doyle), Dallas Mitchell (Paul Coyne), Virginia Gregg (Ma Ballard), Jerry Riggio (Sammy), Jonathan Hole (psichiatra), Eddie Foster (Ray Carter), Rush Williams (Greer), David Tomack (Fingers Ferguson), Lane Bradford (Bailey), John Dennis (Pockets Keller), James Chandler (Taylor), Terence de Marney (Arnie Clemson), Richard Carlyle (Luke Ballard)

## Find My Face!
- Prima televisiva: 18 gennaio 1960

### Trama
- Guest star: Nita Talbot (Lusti Weather), Jean Byron (Grace Carvay), Charles Aidman (Graham Carvay/Bennie)

## Knock on Any Tombstone
- Prima televisiva: 25 gennaio 1960
- Diretto da: William J. Hole
- Scritto da: Sig Herzig, Charles Hoffman

### Trama
- Guest star: Jacqueline DeWit (Portia Crowley), Donald Woods (Edmund Horton), Cyril Delevanti (Armond Villiac), Paulene Myers, Burt Douglas, Sandra Knight

## Key to the City
- Prima televisiva: 1º febbraio 1960
- Diretto da: James V. Kern
- Soggetto di: Jim Barnett

### Trama
- Guest star: Paul E. Burns (Connors), Tol Avery (Theodore), Shirley Knight (Vera), Rhodes Reason (Sanders)

## The 10% Blues
- Prima televisiva: 8 febbraio 1960
- Diretto da: William J. Hole
- Scritto da: Dick Nelson, Hugh Benson

### Trama
- Guest star: Eddie Cole (Baron), Sandy Koufax (portiere), Lisa Gaye (Clo Williams), Nita Talbot (Lusti Weather), Tristram Coffin (barista), Marie Windsor (Veda Troy)

## Melody in Diamonds
- Prima televisiva: 15 febbraio 1960
- Diretto da: James V. Kern
- Scritto da: Doris Gilbert

### Trama
- Guest star: Gale Robbins (Magda Lazar), Sondra Rodgers (Zia Samantha), Toni Gerry (Agnes Brisco)

## The House of Ledezan
- Prima televisiva: 22 febbraio 1960
- Diretto da: William J. Hole
- Scritto da: David Evans

### Trama
- Guest star: Gage Clarke, John Carradine, Neil Hamilton (Julius), John Carlyle (Gregory), Tommy Farrell (Jay O'Hanlon), Paula Raymond (Sonie Ledezan)

## Target of Hate
- Prima televisiva: 7 marzo 1960

### Trama
- Guest star: Tommy Farrell (O'Hanlon), Saundra Edwards (Gloria), Richard Chamberlain (Dale Willington), John Marley (Artie), James Coburn (Buzz Griffin)

## The Missing Queen
- Prima televisiva: 14 marzo 1960
- Scritto da: Doris Gilbert, Dorothy Hughes

### Trama
- Guest star: Sheila Bromley (Mrs. Craigle), Dorothea Lord (Ethel), Dorothy Johnson (Donna Lou Edison), Lurene Tuttle (Minta Redding), Michael Carr (Jimmy Joe), Diane McBain (Ginny Costello)

## Neon Nightmare
- Prima televisiva: 21 marzo 1960

### Trama
- Guest star: Richard Deacon, Myron Healey (Clay Tarbo), Jacques Aubuchon (Billy Bob Tate), Randy Stuart (Betty Jane Robinson)

## Wall of Silence
- Prima televisiva: 28 marzo 1960
- Scritto da: Sam Ross

### Trama
- Guest star: Roxane Berard (Anna Stanek), James Drury (Joe Darle), Jay Novello (David Stanek), Diane McBain

## Twice Betrayed
- Prima televisiva: 4 aprile 1960
- Diretto da: William J. Hole
- Soggetto di: Howard Browne

### Trama
- Guest star: Grant Richards (Ferguson), Lewis Charles (Sid Lucas), Laurie Mitchell (Lila), Robert Colbert (Jack), Judson Pratt (sergente Bogart)

## Swamp Fire
- Prima televisiva: 11 aprile 1960
- Diretto da: Robert B. Sinclair
- Soggetto di: Sig Herzig

### Trama
- Guest star: Ralph Neff (Tutt), Don 'Red' Barry (Joe Stagner), Jacquelyn Ravell (Marie Boudreaux), Rex Reason (Larry McKee)

## If a Body
- Prima televisiva: 18 aprile 1960
- Diretto da: Leslie H. Martinson
- Soggetto di: Irving Elman

### Trama
- Guest star: Ric Roman (Leval), James Chandler (tenente Girard), Maureen Arthur (Tammy Pearson), John Milford (Nick), Nita Talbot (Lusti Weather)

## Six Hours to Midnight
- Prima televisiva: 25 aprile 1960
- Diretto da: Charles Rondeau
- Soggetto di: Richard Bluel

### Trama
- Guest star: Rayford Barnes (Russ Hanson), Victor Buono (Joe Leslie), Melora Conway (Sally Martin), Elaine Davis (Nancy Dumond), Madame Spivy (Landlady), James Chandler (detective Anderson), Baynes Barron (Carlos Benito), Joel Marston (Jim Martin), George D. Wallace (Peter Justin)

## Last Exit
- Prima televisiva: 2 maggio 1960
- Diretto da: Leslie H. Martinson
- Soggetto di: Douglas Heyes

### Trama
- Guest star: Damian O'Flynn (Raoul Roulas), Orval Anderson (Ungar), Madlyn Rhue (Nita Roulas), Joan Marshall (Amanda Hale), Ray Danton (Duke Powell)

## Deadly Persuasion
- Prima televisiva: 9 maggio 1960

### Trama
- Guest star: Andra Martin (Gwen Barnes), Arthur Franz (dottor Joshua Hart), Rafael Campos (Leo Garcia), Alan Baxter (Hayes)

## Suitable for Framing
- Prima televisiva: 16 maggio 1960
- Diretto da: Leslie H. Martinson
- Scritto da: Charles Hoffman, Gerald Drayson Adams

### Trama
- Guest star: Carleton G. Young (Lucian St. Claire), Craig Hale (Mark Evans), Barbara Lord (Hilary St. Claire), Rita Moreno (Manuela Ruiz)

## False Identity
- Prima televisiva: 23 maggio 1960
- Diretto da: William J. Hole
- Soggetto di: David Goodis

### Trama
- Guest star: Robert Colbert (Ballard), Carolyn Komant (Gail), Irene Hervey (Alice Nichols), Tol Avery (John Nichols), John Hubbard (Bryant), Lisa Gaye (Jane Landis)

## Green Hell
- Prima televisiva: 30 maggio 1960
- Diretto da: Charles Rondeau
- Soggetto di: Tom Gries

### Trama
- Guest star: Carlos Romero (Ramon Rivera), John Wengraf (dottor Hans Klaus), Joe De Santis (maggiore Hernandez), Fabrizio Mioni (Guilio Alana), Miguel Ángel Landa (Bodyguard), Suzanne Lloyd (Carlotta Posada)

## Ferry to Algiers
- Prima televisiva: 6 giugno 1960
- Diretto da: William J. Hole
- Scritto da: W. Hermanos

### Trama
- Guest star: Charles Arnt (Jeff Marshall), Joseph Ruskin (Leo), Diane McBain (Christina), Sam Buffington (Rattner), Holly Bane (Police Sergeant), Hal Torey (Lewis), Estelle Winwood (Mrs. Barrett)

## Wagon Show
- Prima televisiva: 13 giugno 1960

### Trama
- Guest star: Brad Johnson (Michael Reynard), Paul Picerni (Rossi), Walter Burke (Napoleon Gunther), Patricia Michon (Yvonne O'Brien), Saundra Edwards (Anna), Horace McMahon (George Talbot)

## Interrupted Wedding
- Prima televisiva: 20 giugno 1960
- Soggetto di: Laszlo Gorog

### Trama
- Guest star: James Chandler (tenente Girard), Frank Gerstle (sergente Steve Travis), Patrick McVey (John Crane), Whit Bissell (Henry Lombard/Norman Lombard), Carolyn Komant (Shelly Crane), Jon Lormer (Organist), John Maxwell (dottor Powers), Randy Stuart (Betty Jane Robinson)

## Reunion
- Prima televisiva: 27 giugno 1960
- Diretto da: William J. Hole
- Soggetto di: Nelson Gidding

### Trama
- Guest star: Lou Krugman (Max Runkle), James Chandler (tenente Girard), Marlene Willis (Ellen Landers), Bert Freed (Big Tom Lanza), Howard McLeod (poliziotto), Baynes Barron (Joey), Lewis Charles (Louie), Dorothea Lord (Miss Blodgett), Dianne Foster (Marcia Sterling)

## Teresa
- Prima televisiva: 4 luglio 1960
- Diretto da: William J. Hole
- Soggetto di: Whitman Chambers

### Trama
- Guest star: Marie Windsor (Mara Lane), Robert J. Wilke (Morey), Andra Martin (Jan Dennison), Karen Steele (Barbara Komack), Gary Vinson (Lenny), John Beradino (Joe Komack), Richard Rust (Brad Dennison), Brad Dexter (Mark Comden), Gary Conway (Dave)